# Rolf Gottfridsson
Rolf Sevelius Gottfridsson, född 9 augusti 1931, död 1 januari 2024, var en svensk friidrottare (medeldistanslöpning). Han tävlade för IFK Göteborg.
Rolf Gottfridsson hade det svenska rekordet på 800 meter en kort tid år 1957. Han vann ett SM-tecken på 800 meter.

## Karriär
1955 tog Rolf Gottfridsson hem SM-guld på 800 meter, på 1.51,7.
Den 5 augusti 1957 förbättrade han i Borås Dan Waerns svenska rekord på 800 meter från 1956 (1.48,6) till 1.48,2. Waern återtog dock rekordet senare på hösten med ett lopp på 1.48,1.
Vid EM i friidrott i Stockholm 1958 blev han utslagen i semifinalerna på 800 meter.